# Psychomyia flavida
Psychomyia flavida är en nattsländeart som beskrevs av Hagen 1861. Psychomyia flavida ingår i släktet Psychomyia och familjen tunnelnattsländor. Inga underarter finns listade i Catalogue of Life.

## Bildgalleri

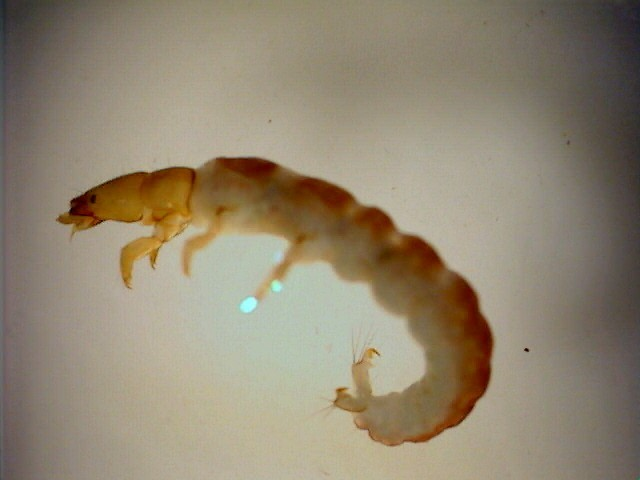